# Pla Sud

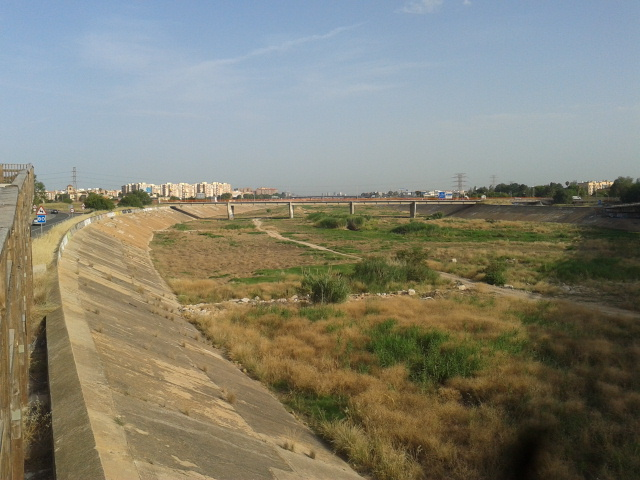
Pla Sud de València al seu pas per Quart de Poblet

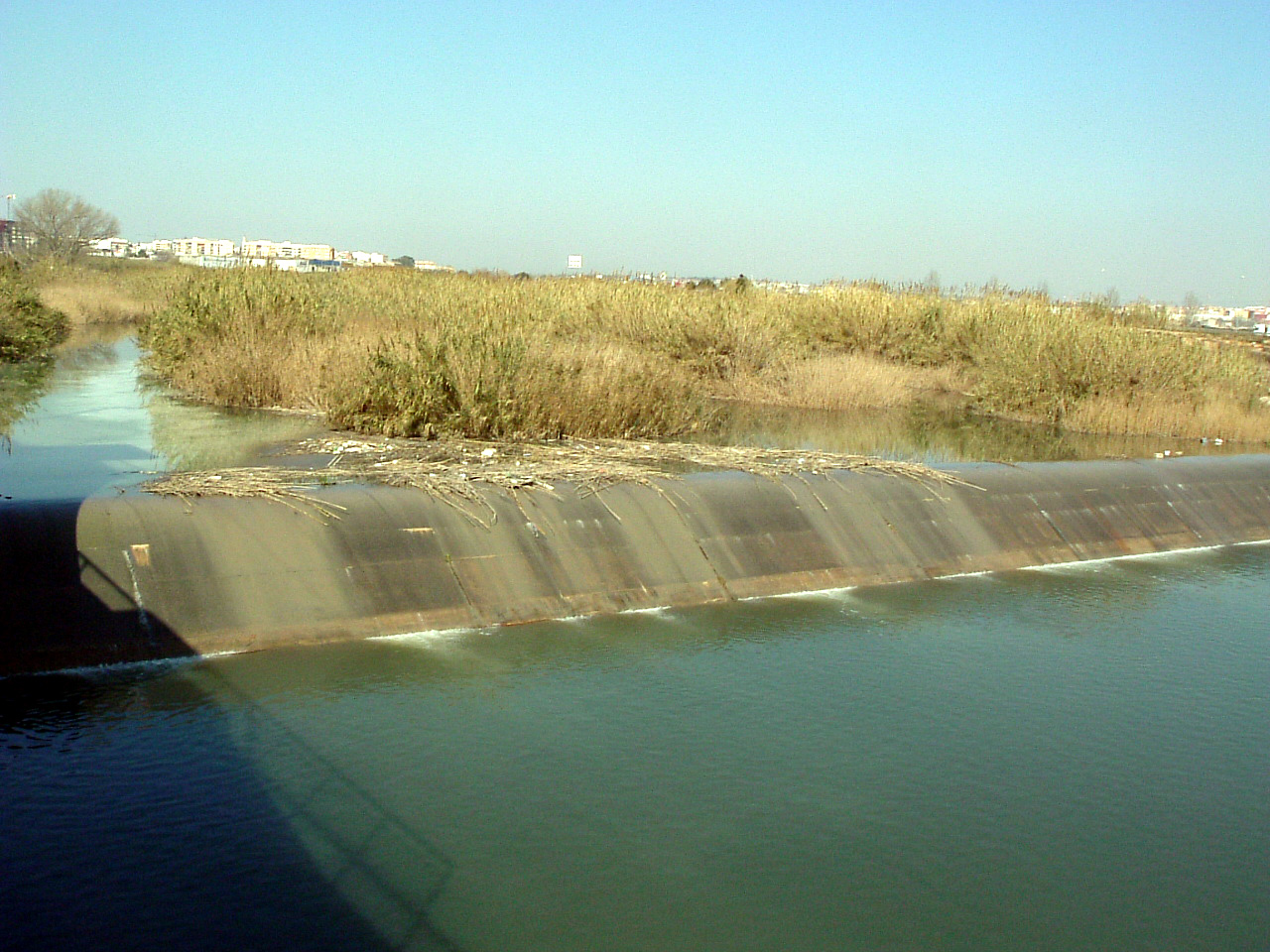
Assut del Repartiment, punt d'inici del Nou Llit del riu Túria

El Pla Sud era el nom del projecte de construcció d'un nou llit per al riu Túria després que aquest s'inundà el 1957. Finalment es va optar per construir un nou curs artificial per al riu que passaria pel sud de la ciutat de València. Així es va ampliar la seua capacitat a 5.000 m³/s i una llargada d'11.868 m en una gran obra que es coneix amb el nom de "nou llit del Túria". Aquesta obra va ser sufragada pels valencians a base d'impostos especials, com ara els segells que durant uns anys eren més cars a València que a la resta de l'Estat Espanyol. El nou llit s'inaugurà el 19 de gener de 1972.
Mentrestant, l'antic llit romangué sec fins que el 1986 es transformà en un parc urbà amb nom de Jardí del Túria.

## Història
La superfície inundable del País Valencià amb un risc apreciable és de 1300 km², el 5,5% del territori.
Al llarg de la seua història, la ciutat de València ha patit diverses riuades del riu Túria, ja que les conques mediterrànies són propenses a la formació de fenòmens convectius de pluja que descarreguen una gran intensitat en relativament poc temps. Entre el 1932 i el 1957 es van registrar 22 desbordaments del Túria, 11 crescudes i 15 notícies d'inundació a la capital del País Valencià. Les diverses riuades històriques són conegudes per les dates dels sants en què succeïen, de manera que s'ha parlat de la riuada de Sant Miquel (29 de setembre) o Sant Martí (11 de novembre), entre d'altres. El major antecedent a la riuada de 1957 és la del 22 de novembre de 1897, quan tingué lloc una crescuda del Túria extraordinària.
El 14 i 15 d'octubre de 1957 va tindre lloc la Gran Riuada de València. El desastre va ser de tal magnitud, que el Govern va decidir elaborar un pla de defensa de València per minorar els danys de les riuades. Es van proposar tres solucions: la Nord, Centre i Sud. La primera suposava el desviament del riu cap al nord, unint-lo al barranc del Carraixet; la segona suposava la millora del traçat urbà existent juntament amb la construcció d'un embassament a Vilamarxant; i la tercera, la Solució Sud, la més costosa i colossal, suposava excavar un nou traçat des de Quart de Poblet fins al nord de Pinedo, travessant pel mig de l'Horta de València.
Finalment es va acceptar la Solució Sud, i els treballs foren aprovats pel Consell de Ministres el 22 de juliol de 1958. Les Corts Espanyoles en la Llei 81 de 1961 van establir les directrius de finançament del Pla Sud d'ordenació de València i la seua comarca, basat en la Solució Sud. La Direcció general d'Obres Hidràuliques del Ministeri d'Obres Públiques (MOP) va adjudicar les obres a la unió d'empreses CYT (Cubiertas y Tejados) i MZOV (companyia de construccions del Ferrocarril de Medina del Campo a Zamora i d'Ourense a Vigo). Els treballs començaren el febrer de 1965, sota la direcció de la Confederació Hidrogràfica del Xúquer. Així mateix, durant tot el temps que van durar les obres, es va establir que totes les cartes i paquets postals que es remetien des de València haurien de portar un segell addicional de correus per valor de 25 cèntims de pesseta, per tal de sufragar en part la costosa obra hidràulica.
Les obres del desviament de riu van concloure el 22 de desembre de 1969 oficialment, quan el cap d'estat Francisco Franco va visitar les obres del Pla Sud. Es van donar per acabades, tot i que quedaren pendents algunes rematades en vials, enjardinaments i xicotetes obres. Cap a 1973, les obres estaven finalitzades i les aigües ja deixaven de passar per l'antic llit del Túria. Amb el temps, es modificaren els vials marginals del nou llit del riu, de manera que passaren a ser la V-30, tot quedant el marginal dret en direcció al mar i el marginal esquerre en direcció a l'interior.

## Dades tècniques
- Longitud de la llera: 11.868 m
- Capacitat nominal: 5.000 m3/s

Està dividit en tres trams, amb perfils diferents:
- Primer tram, des de Quart de Poblet fins a l'assut de Xirivella. Longitud 3.159 m. Ample 175 m. Profunditat 7,5 m. Pendent 0,001. Revestiment lateral de formigó amb talús 2/1. Defensa escullera fons 10 m.

- Segon Tram des de l'assut de Xirivella fins al pont de la Pista de Silla. Longitud 5.641 m. Ample 175 m. Profunditat 6,1 m. Pendent 0,0034. Revestiment lateral de formigó amb talús 2/1. Defensa escullera fons total.

- Tercer tram des del pont de la Pista de Silla fins al mar. Longitud 3.068 m. Ample 200 m. Profunditat Variable. Pendent 0,001. Revestiment lateral d'escullera amb talús 4/1. Defensa escullera fons 10 m.